# Abraj Kudai
L'Abraj Kudai est un complexe hôtelier en construction à La Mecque en Arabie saoudite. Quand il sera terminé, il sera le plus vaste hôtel du monde avec un ensemble de douze gratte-ciel abritant un total de 10 000 chambres, 70 restaurants, et 5 héliports. 5 étages seront destinés à la famille royale saoudienne. 
Le coût total du projet est estimé à 3,5 milliards de dollars. Son achèvement est prévu pour 2020. 